# Mogilany (gmina)
Mogilany – gmina wiejska w województwie małopolskim, w powiecie krakowskim, położona wzdłuż drogi krajowej nr 7, będącej na tym odcinku fragmentem zakopianki. W latach 1975–1998 gmina położona była w województwie krakowskim.
Siedziba gminy to Mogilany.
Według danych z 22 lipca 2016 gminę zamieszkiwały 13 532 osoby.

## Struktura powierzchni
Według danych z roku 2002 gmina Mogilany ma obszar 43,55 km², w tym:
- użytki rolne: 72%,
- użytki leśne: 14%.

Gmina stanowi 3,54% powierzchni powiatu.

## Demografia
Dane z 30 czerwca 2004:
| Opis                              | Ogółem | Ogółem | Kobiety | Kobiety | Mężczyźni | Mężczyźni |
| --------------------------------- | ------ | ------ | ------- | ------- | --------- | --------- |
| jednostka                         | osób   | %      | osób    | %       | osób      | %         |
| populacja                         | 10 815 | 100    | 5525    | 51,1    | 5290      | 48,9      |
| gęstość zaludnienia (mieszk./km²) | 248,3  | 248,3  | 126,9   | 126,9   | 121,5     | 121,5     |

- Dziewiąta pod względem liczby mieszkańców gmina, na 17 gmin powiatu krakowskiego.
- Liczba zarejestrowanych podmiotów gospodarczych: ok. 850.
- Liczba bezrobotnych wg stanu na dzień 30.06.2005 r.: 471, w tym 235 kobiet.

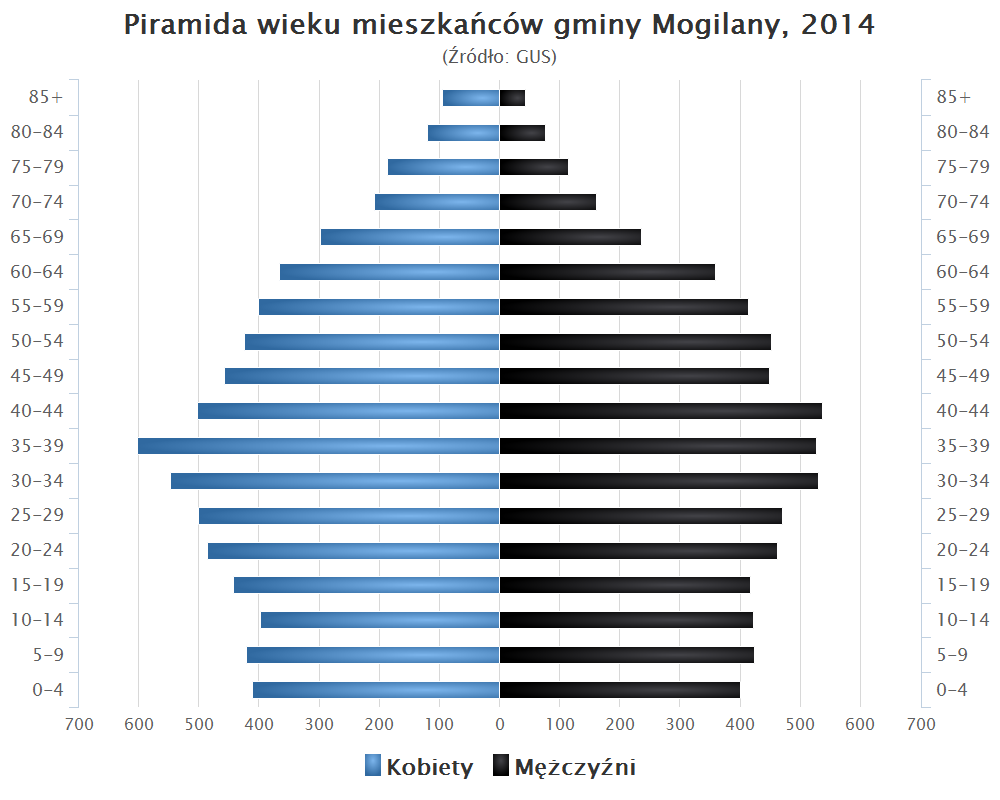
Piramida wieku mieszkańców gminy Mogilany w 2014 roku

## Sołectwa
Brzyczyna, Buków, Chorowice, Gaj, Konary, Kulerzów, Libertów, Lusina, Mogilany, Włosań.

## Historia
Gmina Mogilany powstała 1 czerwca 1941, podczas okupacji hitlerowskiej, z obszaru:
- zniesionej gminy Świątniki Górne (gromady Mogilany, Chorowice, Konary, Mogilany, Ochojno, Olszowice, Rzeszotary, Świątniki Górne i Włosań),
- zniesionej gminy Borek Fałęcki (gromada Gaj),
- zniesionej gminy Sułkowice (gromada Krzywaczka),
- gminy Myślenice (gromada Głogoczów).

Po wojnie władze polskie zniosły gminę Mogilany, a w jej w miejsce odtworzyły gminy Świątniki Górne w powiecie krakowskim w woj. krakowskim w składzie spod okupacji z gromadą Gaj, lecz bez gromad Krzywaczka i Głogoczów, które powróciły do reaktywowanych gmin Sułkowice i Myślenice w reaktywowanym powiecie myślenickim. Gminę Świątniki Górne zniesiono jesienią 1954 roku wraz z reformą wprowadzającą gromady w miejsce gmin.
Gminę Mogilany reaktywowano (obok gminy Świątniki Górne) 1 stycznia 1973 w składzie: Brzyczyna, Buków, Chorowice, Gaj, Konary, Kulerzów, Libertów, Lusina, Mogilany i Włosań. Tego samego dnia część Lusiny włączono do Krakowa.

## Sąsiednie gminy
Kraków, Myślenice, Siepraw, Skawina, Świątniki Górne.

## Zabytki
Obiekty wpisane do rejestru zabytków nieruchomych województwa małopolskiego:
- Zespół dworski w Chorowicach,
- Kościół Narodzenia Najświętszej Maryi Panny w Gaju,
- Zespół dworski w Konarach,
- Zespół dworski w Libertowie,
- Zespół dworski w Lusinie,
- Zespół folwarczny w Lusinie,
- Kościół św. Bartłomieja w Mogilanach,
- Zespół dworski w Mogilanach.